# Tamara Mello
Pour les articles homonymes, voir Mello (homonymie).
Tamara Mello (née le 22 février 1976 à Orange County, Californie, États-Unis) est une actrice américaine. Elle a joué dans les séries Worst Week, Psych : Enquêteur malgré lui, What I like about you, La Vie avant tout. Et elle incarne Lily Soto dans Mentalist.

## Filmographie
1998 : elle est trop bien  ( Chandler ) 
- 2000-2006 : La Vie avant tout
- 2001 : Tortilla Soup de María Ripoll
- 2006-2009 : Psych : Enquêteur malgré lui